# 1,1-二溴丙烷
1,1-二溴丙烷是一种有机化合物，化学式为C
3H
6Br
2。它可由1,1-丙二醇二(三氟甲磺酸酯)和溴化镁在二硫化碳中反应制得。乙基丙二酸银和溴在四氯化碳中反应，也能得到1,1-二溴丙烷，但该反应也会同时生成1,1,1-三溴丙烷。